# アーマード・コア ネクサス
『アーマード・コア ネクサス』（ARMORED CORE NEXUS）は、フロム・ソフトウェアから発売されたPlayStation 2用ロボットアクションゲームであり、アーマード・コアシリーズの8作目、『AC』シリーズ8作目として位置づけられている作品である。通称はNX（NeXus）。2004年3月18日発売。2004年8月5日に廉価版が発売された。キャッチコピーは｢アーマード・コア、新生!その意思が、すべてを変える。｣。

## 概要
メインストーリーの内容となるエボリューションディスクと過去作のミッションをアレンジリメイクしたミッションの内容となるレボリューションディスクの2枚組となっており、同じセーブデータでの両ディスク間のプレイが可能なゲームシステムを採用している。
本作はナンバリングタイトルの付かない作品であり、次作『ACNB』、次々作『ACLR』と合わせてNX系として位置付けられている。
エボリューションディスクでは、メニュー画面が大幅に刷新され、新たにアクティブミッションが搭載されている。このシステムを採用したことによって、前作までのようにゲームクリア後に全てのミッションが出現するわけではなく、ゲームクリア後は実質2周目としてアクティブミッションがスタートするようになっている。過去にプレイしたミッションの履歴は表示されるので、これを元にミッションコンプリートを目指すことになる。更に、データセーブ方法が大きく変更され、仮セーブとゲーム終了時のみ選択可能な本セーブのみ可能で、セーブデータのロードの選択はゲーム中では不可能となり、ゲームスタートのみに変更されている。。
一方、レボリューションディスクは過去作のリメイクミッションの内容で、本作のおまけ要素に近い。過去作のBGMだけでなく、過去作BGMのアレンジミックスも収録されている。レボリューションディスクのメニュー画面はエボリューションディスクとは異なり、過去作同様の操作でセーブやロードが可能であることから、次作『ACNB』ではレボリューションディスクベースのメニュー画面が採用された。

## 内容
物語は人類が地上に帰還した後の世界を描いており、企業体同士の争いが続く中、新興企業であるナービス社が「資源」と呼ばれる旧世代の遺物を新たに発掘したことから始まる。なお、エピローグではキャッチコピーに反してプレイヤーの意思と努力に関係なく最終戦の旧世代兵器の起動は阻止できず、地上は壊滅的打撃を受けることになる（エクストラガレージではSLの約半世紀後の時系列となっているが、ゲーム内では前作とのストーリー上の繋がりはない）。

## ゲームシステム
基本的なゲームシステムは前作『AC3 SL』を踏襲しているが、以下の変更点がある。本作の基本的なゲームシステムは『アーマード・コア ラストレイヴン(以下ACLR)』まで引き継がれている。
本作のエボリューションディスクでは、アクティブミッションを採用しており、ゲームクリア後は過去作のように全てのミッションが解放されるわけではなく、実質2周目として所持パーツと獲得資金を引き継いだ状態でゲームがスタートする。ミッション履歴等はフリーミッションの履歴として引き継がれた状態となる。
熱量・エネルギーの仕様変更
通常ブーストでも熱量が発生する。OBは「発動時に一定量の熱上昇」から「徐々に上昇」に変更された。また、オーバーヒートした際、APが減るのではなく、まずはエネルギーが減少し、エネルギーが無くなるとAPが減少して暫くの間はブーストの使用が出来ない。
操作方式の追加
従来の操作方式である「タイプB」の他に、2つのコントローラスティックを移動と視点移動、LRのボタンを攻撃に使うというFPSゲームに近い操作方式「タイプA」が選べるようになった。
パーツの新要素追加
パーツチューニングは、外装とジェネレータ、ラジエータのパーツを計10段階まで強化ができる。チューニングには資金が必要で、やり直す場合には一旦そのパーツを売却する必要がある。そのため、チューニング前にデータをセーブし、そのセーブデータをロードしてからパーツチューニングをした後に、新しくセーブデータを作成することで、無駄な資金の消費が避けられる。
マシンガン等の武器に連続発射数を制限する「マガジン装弾数」が設定された。マガジン装弾数が切れると再セット時のリロードが発生するようになった。
ハンガーユニットが追加された。一部のコアパーツは小型の右手・左手武器をコアに格納でき、予備武装として携行することができる。元々装備している腕用装備をパージすると自動的に装着される。
ECMは濃度として追加され、対応能力の低いACのレーダーとロックオンを妨害する。
頭部に暗視機能が追加。深夜など、光量不足で視界の利かない状況下で自動的に発動する。
武器パーツのカラーリングが追加。これまで固定だった武器パーツも色を自由に変更ができるようになった。前作で登場した大量の色換えパーツは消滅した。
強化人間の廃止
但し、ブレード光波等の機能は初期段階から使用可能。本作に登場するACの中には、従来の強化人間相当の能力を持ったACも存在する。
データセーブ・ロードの仕様変更
エボリューションディスクではセーブデータの方法が大きく変更されており、一時保存する仮セーブと、ゲーム終了時にセーブする本セーブの2種類となった。また、ゲーム中のデータロードが不可能となり、ゲームスタート時のみセーブデータのロードが可能となっている。仮セーブは電源を切らない限りデータが消失しないため、一時的なゲーム中断を行う際のデータセーブに適している。リセットはコントローラーを使用するパットリセットで読み込み直すことになる。本セーブは過去作のデータセーブと同じ。一旦、ゲームを終了して本セーブデータをロードしたい場合は、セーブ画面にて「いいえ」を選択するとセーブを経ずにオープニングムービーへ移行する。尚、レボリューションディスクでは過去作と同じデータセーブ・ロードの方法が採られている。
データコンバート
『AC3』と同様に本作ではエンブレムのみPS2過去作のデータロードに対応。
対戦モード
4人対戦ではi.LINK接続以外にLAN接続が可能になった。また、従来は最低でもソフト2本必要であったが、本作ではソフト1本(ディスク2枚)で4人対戦が可能である。
その他
ミッションの難易度自体は『AC2』や『AC3』よりも易しい仕様となっているが、後述の熱量システムの仕様変更により全体的にこれらの作品と比べて難易度は若干高めとなっている。尚、レボリューションディスクについては、エボリューションディスクと比べて難易度は若干高めに設定されている。
オープニングムービーのみ、音声にドルビーデジタル5.1chが追加。ゲームメニュー表示にて選択可能。

## メインキャラクター
オペレーター
最初にアークから担当として配属されるオペレーター。キャリアウーマンらしい硬い口調と声が特徴。
あまり親しげな様子は無いが、企業の動向やナービス領の動静などを積極的に調べてアナウンスしてくれる。
オペレーター(2代目)
ストーリー中盤、ジャック・Oがレイヴンズアークを掌握した際に、主人公のオペレーターとして新たに配属される。
前任者と比較して若々しい声で、感情が表に出やすい。
ジノーヴィー
声：岸祐二
レイヴンズアーク所属のレイヴンにしてアリーナのトップランカー。全てクレスト製パーツで構成された中量2脚AC"デュアルフェイス"を駆る。
機体が全てクレスト製パーツで構成されている背景には、彼とクレストとの間に専属契約が交わされていることが挙げられる。とはいえキサラギ及びナービスからの依頼も少数受けている（ミラージュの依頼は受けていない）。
戦法は背部に装備したグレネードランチャーを主軸にしたもの。
アグラーヤ
クレストに所属するACパイロット。デュアルフェイスと同様に全てのパーツをクレスト製でまとめた軽量2脚AC"ジオハーツ"を駆り、『赤い星』の異名を持つ。ステージ中盤のミッションにて、偽の依頼に誘き出された結果撃破され行方不明となる。
エヴァンジェ
主人公と同時期にレイヴンとなった男。中量2脚AC"オラクル"（NXのOPムービーに登場する機体と同一アセンブルの機体）を駆る。
本作の続編である『ACLR』においては主要キャラとして登場するが、この時点ではストーリーに直接関与することは無く、主人公と2回アリーナで戦うのみでミッションには登場しない。
作中ではクレストとの専属契約が発覚し、アークを追放されたはずなだが、ゲームオーバー時に流れるムービーではミラージュの旗を掲げている。
ジャック・O
声：岸祐二
重量2脚AC"フォックスアイ"を駆るレイヴン。
物語後半で、企業との接触を図ったレイヴンズアーク上層部を追放し、新体制を築き上げる（これに合わせて主人公のオペレーターも変更されている）。
ピン・ファイアー
四脚AC"バレットライフ" を駆るレイヴン。｢ナービス採掘場攻略｣で敵として出現。彼を倒すと差出人不明のメールの後、息子リム・ファイアーが現れる。このミッションをスルーすればフリーアリーナで対戦できる代わりにリムは現れない。
レイヴンネームの意味は雷管・弾薬の撃発方式（カニ目打ち式）から。機体名は直訳すると「弾丸人生」。
トラッシャー
重量2脚AC"フェルムスレイヴ "を駆るレイヴン。｢コイロス浄水施設強奪｣に現れる増援の片割れで、荒っぽい口調が特徴。
また、倒すとランキングから名前が消え、後にヴェルンハントとアリーナで戦うことになる。
ヴェルンハント
中量2脚型AC"グレートデン"を駆るレイヴン。｢コイロス浄水施設強奪｣に現れる増援の片割れで、落ち着いた口調が特徴。
倒すとランキングから名前が消え、後にトラッシャーとアリーナで戦うことになる。
クイン・クラフティー
フロートAC"ウォッチャー"を駆るレイヴン。両腕部のパルスライフルと両肩部のミサイルをエネルギー残量に応じて使い分け、常時移動して戦う。
｢駐屯地攻撃部隊排除｣の僚機。作戦行動に時間をかけ過ぎると彼女から忠告を受ける。
フラージル
武器腕を装備した重量2脚AC"ダ・ルーイン"を駆るレイヴン。クレスト支社にACを強奪される。
「反乱部隊殲滅」に強奪ACが登場するが、交戦することはない。
デューク・スキュータム
4脚型AC"ブラッドブレッジ"を駆るレイヴン。レーザー銃を主体として攻撃を組み立てるが、エネルギー残量が減少すると、相手に接近しながらのチェインガン射撃に移行する。｢駐屯地攻撃部隊排除｣に登場。
ローナー・コーナー
タンク型AC"サッドスマイル "を駆るレイヴン。接近された場合には、EOやリニアガンで相手を牽制する。｢研究施設破壊｣に登場。
トロット・S・スパー
4脚の中量級AC"バリオス・クサントス"を駆るレイヴン。武器腕のレーザー砲と肩部パルス砲を連携させて強力な攻撃を行う。｢テロリスト排除｣に登場。続編である『ACLR』にも登場する。
トロット＝馬術における速歩、スパー＝拍車、機体名は、ギリシャ神話にて英雄アキレウスの戦車を引いた名馬の兄弟「バリオス」と「クサントス」に由来する。
アモー
ストーリー中、アリーナで戦うことになるレイヴンで、搭乗するAC名は"バースボム"。｢駐屯地攻撃部隊排除｣の僚機。なお物語の中盤、彼が戦死したという内容のメールが送られてくる。
コールリミット
フロート型AC"ホットロッダー"を駆るレイヴン。｢キサラギ湖上施設破壊｣に登場。その時は機体色が青くなっている。
リム・ファイアー
ピン・ファイアーの息子で、父と同様にバレットライフ"に搭乗する。ピンを撃破するとランキングに登場、復讐の機会を窺う。続編である『ACLR』にも登場する。
レイヴンネームの意味は雷管･弾薬の撃発方式（ヘリ打ち式）から。
UNKNOWN
最終ミッションにて、制御装置を破壊すると登場する人型機動兵器。
可変機構を有しており、人型形態と半砲台形態を使い分けての高火力戦闘を展開してくる。
虚空
AC"天地人"を駆るレイヴン。攻略本に名前だけ掲載されていた。（本編には一切登場せず。）

## 登場組織
レイヴンズアーク
本作にてレイヴンを統括する機関。"アーク"と略されることも多い。
「新資源」をめぐる抗争はこの機関に属するレイヴン達の活躍によって辛うじて均衡を保っている。また、レイヴンを統制するための規約も存在しており、違反者には粛清や追放等の制裁を加える。ただし、これを嫌ってアークから離反し、独自の行動をとるレイヴンも存在する。
ミラージュ
世界最大の企業。ナービスの発見した「新資源」に目をつけ、これを簒奪すべく企業間戦争を仕掛けている。
なお、『3』とは企業ロゴが異なるほか、ACパーツやMTなどの型番の法則性を改めている。また、刷新後の形式番号には何らかの規則性に則った名詞を組み込んでいる（頭部パーツ類に虫の名称、ブースター類に鳥類の名称など）。
クレスト・インダストリアル
世界第二位の企業。自社勢力の拡大の為に旧世代遺産の獲得を目論み、ミラージュとナービスの争いに積極的に介入する。
ミラージュ同様、『3』時代とはロゴとパーツ型番の法則性を改めており、こちらは原則として、"CR-（装備部位）（製造時期）（装備カテゴリ）"という形式を取っている。
キサラギ
新資源を巡って争う他企業を尻目に独自の動きをとる第三の企業。
ナービスと提携する傍ら旧世代の遺跡の発掘と新型の生体兵器開発に力を注いでおり、旧世代兵器の解析によって、ついにAC用フレームパーツの開発にも成功する。
しかし、度を越した旧世代文明の発掘研究は後に取り返しの付かない悲劇を招くことになる。
上位2社同様にロゴとパーツ型番の法則性を改めており、本作では全てのパーツに仏教に関連する用語を充てている。
ナービス
旧世代の遺産である「新資源」の発見によって急速に勢力を拡大した新興企業。
AC用パーツは製造しておらず、自社の戦力も他企業と比べて乏しい為、ミラージュからの激しい圧力に対してクレストやキサラギから援助を受けることで対抗している。
作中では、追い詰められた末に巨大兵器の実験を行おうとするが阻止され、消滅する。
OAE
地上の復興を管理、統制する目的で設立された企業群管理機構。地上での生存基盤の安定と企業の復興により、その存在意義をほとんど失っており、企業の専横にも為す術が無い状態にある。
レヴォリューションディスクに登場する組織
- クローム
- ムラクモ・ミレニアム
- ケミカルダイン
- R&Gインダストリー
- ウェンズデイ機関
- ストラグル

## 用語
特攻兵器
世界を壊滅寸前に追いやった旧世代の兵器。雲霞の如く大量に飛来し無差別な自爆攻撃を繰り返す。
終盤に新資源採掘場に突如出現しミラージュの主力部隊を壊滅させる。
本作の最終ミッションではこれを迎撃するのだが、無限に発生するためシステム上全機撃破は不可能。自機の耐久が無くなる、もしくは時間経過等の条件でゲームクリアとなり、スタッフロールとなる。
AMIDA
キサラギが開発した生体兵器。主な攻撃方法は自爆で、高い熱量でACにダメージを与える。わずかだがEN耐性がある。続編である『ACLR』でも登場する。
レビアタン
ナービスが新資源を利用して開発した大型機動兵器。この兵器のために砂漠での実験が行われていた。ミッション中でプレイヤーが戦闘する個体は未完成の状態であり、ある程度の攻撃を行えるものの一切移動できない。武装はチェインガン、レーザーキャノン、ミサイル、グレネード。続編である『ACLR』ではアライアンスの決戦兵器として登場する。